# Canafite
La canafite è un minerale.